# Älgen Stolta

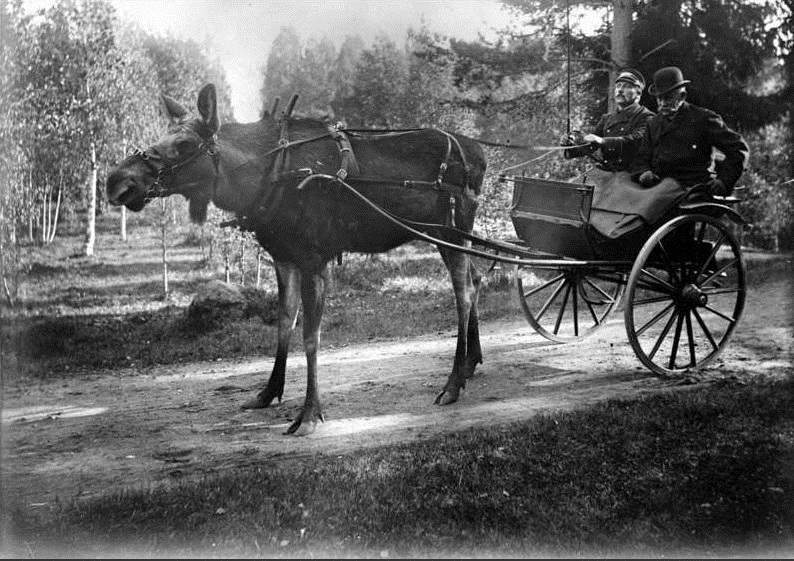
Älgen Stolta drar gigg med två män i Järnvägsparken i Älvkarleö, 1908.

Älgen Stolta var en älg som blivit känd för att ha deltagit i ett uppvisningslopp i en travtävling i Falun 1907.
I början av 1900-talet togs Stolta omhand som kalv av  Anders Gustav Jansson och Johan Blad då älgens mor skjutits av en tjuvjägare i uppländska Älvkarleö i Älvkarleby socken. Hon uppfostrades som en tamhäst, då hon utförde skogsarbeten och kunde dra både slädar och kärror. Hon blev en populär attraktion i området när hon användes för att skjutsa turister mellan järnvägsstationen och turisthotellet vid Älvkarlebyfallen. Enligt flera uppgifter sägs det att Stolta vann i det travlopp hon medverkade i, andra källkritiker menar att hon enbart deltog i ett uppvisningslopp. Efter älgens medverkan fick Anders Jansson ett pris tilldelat sig bestående av en kaffekanna i tenn, med tillhörande sockerskål och gräddsnäcka, med inskriptionen: "Minne av Vinteridrottsfästen i Falun 1907 för körning av elg".
År 1909 flyttades Stolta till Skansen i Stockholm eftersom järnvägsparken i Älvkarleö stängdes och lades under vatten i samband med uppdämningar vid byggandet av Älvkarleby kraftverk. När hon flyttades till Stockholm, där Jansson och Blad valde att aldrig besöka henne, byttes hennes namn till Lotta.  Hon dog i Stockholm 1925.